# Conferència de les Regions Perifèriques Marítimes
La Conferència de les Regions Perifèriques Marítimes (CRPM) és una organització internacional formada per 65 regions de la Unió Europea, fundada el 1973 a Sant-Maloù (Bretanya). L'associació de regions pretén agrupar les regions de la perifèria i marítimes de la Unió Europea que estiguen endarrerides respecte la resta per a desenvolupar-les mitjançant projectes i programes.
El 1980 va aprovar la Carta Europea del Litoral, un projecte per desenvolupar una ordenació del litoral de manera integrada.
El 4 d'octubre de 1984, la CRPM va tindre la iniciativa de crear el Consell de les Regions d'Europa, institució que esdevendria l'Assemblea de les Regions d'Europa.
Des de 1998, la Xunta de Galícia i la CRPM han mantingut una relació molt estreta. El 2000, es reuneixen a la reunió CRPM-Crecenea Litoral-CODESUL, on ratifiquen uns acords anteriors.

## Comissions
Les comission formades per la CRPM són:
- Comissió de l'Arc Atlàntic

Formada el 1989, agrupa cinc regions dels següents estats: Regne Unit, Irlanda, França, Portugal i Espanya. Va ser formada com a reacció davant la falta d'infraestructures de comunicacions i endarreriment.
- Comissió Intermediterrània
- Comissió del Mar del Nord
- Comissió de les Illes